# Schubert Gambetta
Schubert Gambetta (ur. 14 kwietnia 1920, zm. 9 sierpnia 1991), urugwajski piłkarz, obrońca lub pomocnik. Mistrz świata z roku 1950.

## Kariera sportowa
Przez wiele sezonów był piłkarzem Nacional. W klubie w tym występował w latach 1940–1948 oraz 1950–1956. Grał także w Millonarios FC. Wielokrotnie zdobywał tytuł mistrza Urugwaju.
W reprezentacji Urugwaju w latach 1941–1952 rozegrał 36 spotkań i strzelił 3 bramki. Podczas MŚ 50 zagrał w dwóch meczach Urugwaju, w tym w zwycięskim finale z Brazylią. Brał udział w kilku turniejach Copa América, w 1942 znajdował się w składzie mistrzów kontynentu.